# Шайбенхардт
Ша́йбенхардт (нем. Scheibenhardt) — община в Германии, в земле Рейнланд-Пфальц. Рядом с ним находится французская часть (Шебенар).
Входит в состав района Гермерсхайм. Подчиняется управлению Хагенбах. Население составляет 683 человека (на 31 декабря 2010 года). Занимает площадь 2,88 км².